# Arasia
Arasia  (лат.) — род аранеоморфных пауков из подсемейства Amycinae в семействе пауков-скакунов (Salticidae). Представители рода распространены в Австралии и на островах Папуа — Новой Гвинеи.

## Виды
- Arasia eucalypti Gardzinska, 1996 — Папуа — Новая Гвинея
- Arasia mollicoma (L. Koch, 1880) — Квинсленд
- Arasia mullion Zabka, 2002 — Новый Южный Уэльс